# Saint-Rémy-en-Comté
Saint-Rémy-en-Comté ist eine französische Gemeinde mit 439 Einwohnern (Stand 1. Januar 2022) im Département Haute-Saône in der Region Bourgogne-Franche-Comté. Sie gehört zum Arrondissement Vesoul und zum Kanton Port-sur-Saône. Der Ort liegt 28 Kilometer von Vesoul und rund 30 Kilometer von Luxeuil-les-Bains entfernt.
Die ursprünglich mit dem Namen Saint-Remy bezeichnete Gemeinde änderte ihre Bezeichnung mit Erlass N° 2018-956 vom 5. November 2018 auf den aktuellen Namen Saint-Rémy-en-Comté.
Umgeben wird Saint-Rémy-en-Comté von den Nachbargemeinden Anchenoncourt-et-Chazel im Norden, Dampierre-lès-Conflans im Osten, Bassigney und Cubry-lès-Faverney im Südosten, Menoux im Süden, Senoncourt im Westen sowie Polaincourt-et-Clairefontaine im Nordwesten.

## Bevölkerungsentwicklung
| Jahr                       | 1962 | 1968 | 1975 | 1982 | 1990 | 1999 | 2005 | 2010 | 2018 |
| Einwohner                  | 1447 | 1492 | 1620 | 1554 | 1356 | 797  | 696  | 568  | 528  |
| Quellen: Cassini und INSEE |      |      |      |      |      |      |      |      |      |

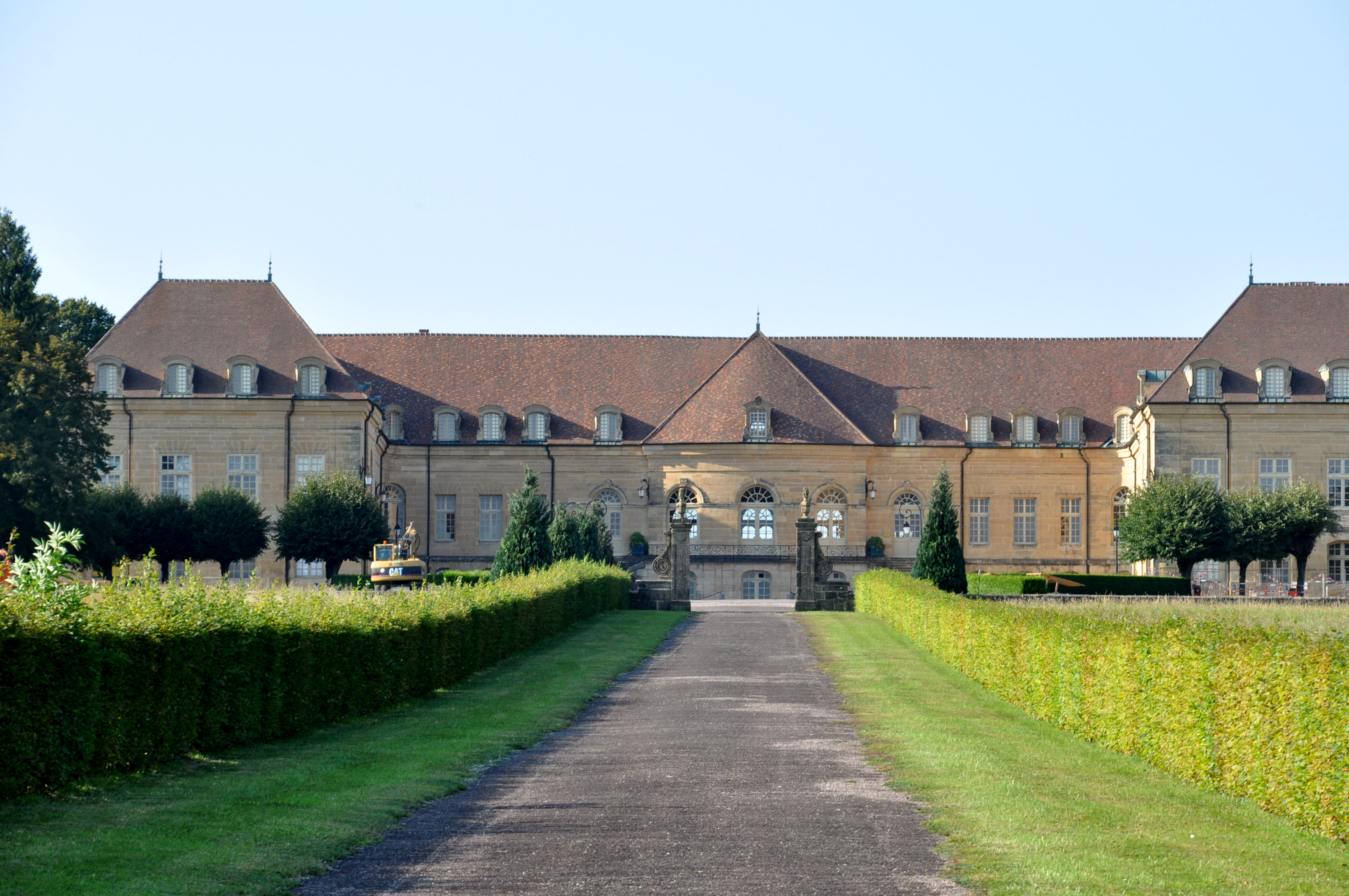
Schloss Saint-Rémy
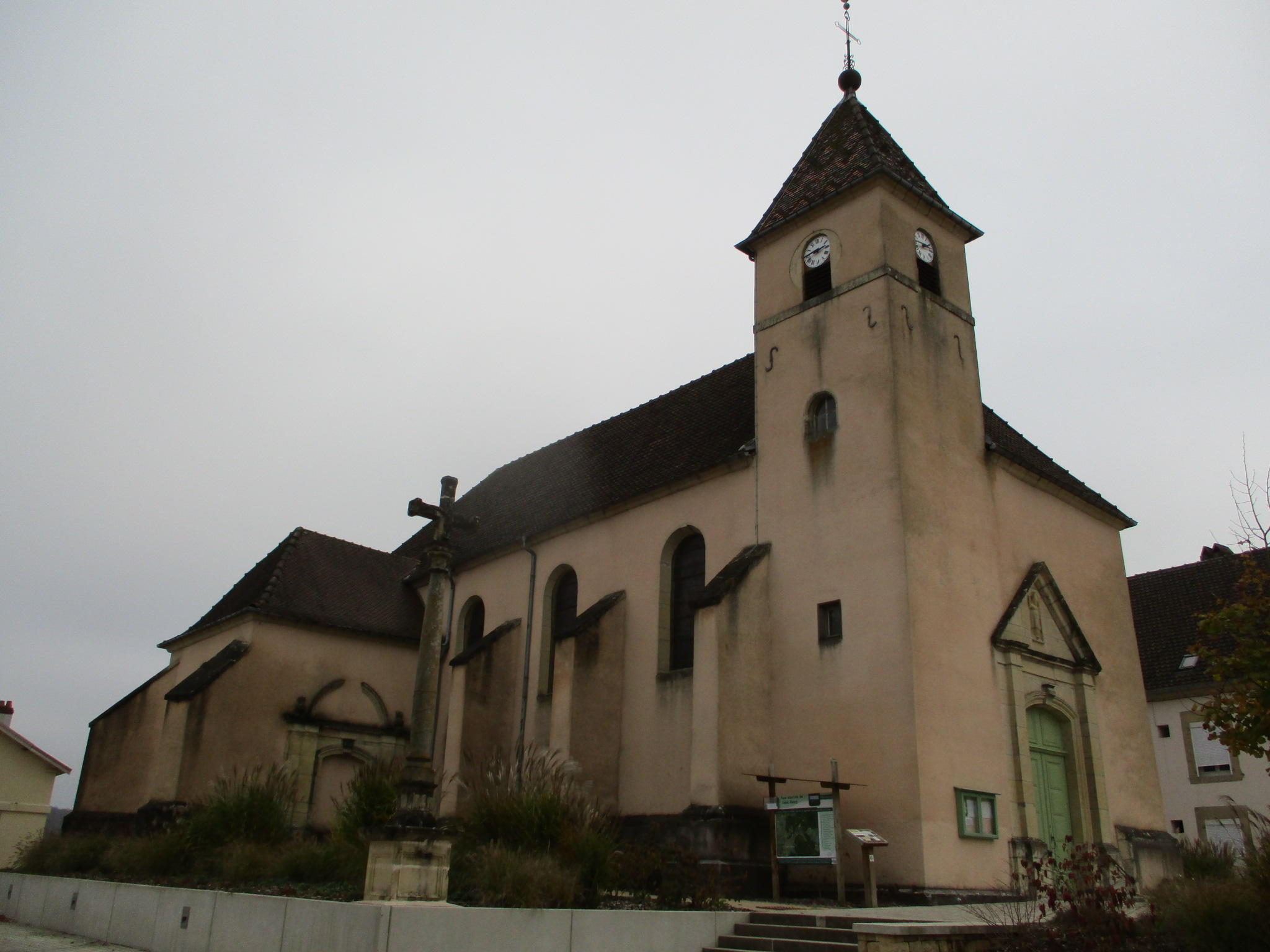
Kirche Saint-Remy

## Persönlichkeiten
- Die Heiligen Berthaire und Athalin, aquitanische Pilger, wurden um 766 auf dem Gebiet der Gemeinde Saint-Remy ermordet.
- Saint-Remy ist der namengebende Besitz von Nicole de Savigny, Baronesse de Fontette et de Saint-Rémy, der Mätresse des Königs Heinrich II. Ihre Nachkommen waren die „de Saint-Rémy“, zu denen auch Jeanne de Saint-Rémy, die Drahtzieherin der Halsbandaffäre gehörte.
- Fred Nardin (* 1987), Jazzmusiker